# Чхартишвили, Арчил Евстафьевич
Арчил Евстафьевич Чхартишви́ли (груз. არჩილ ესტატეს ძე ჩხარტიშვილი; 1905—1980) — советский, грузинский театральный режиссёр. Народный артист СССР (1968).

## Биография
Родился 6 (19) января 1905 года в Тифлисе (ныне Тбилиси).
Сценическую деятельность начал в 1921 году как статист и помощник режиссёра Тбилисского театра имени Ш. Руставели.
В 1930—1934 годах — режиссёр Кутаисского драматического театра, в 1934—1936 годах — художественный руководитель Чечено-Ингушского драматического театра (Грозный).
В 1936—1940 годах — художественный руководитель, в 1944—1948 годах — директор и главный режиссёр Батумского драматического театра.
В 1949—1952 годах — директор и главный режиссёр, в 1963—1964 годах — главный режиссёр Тбилисского театра имени К. Марджанишвили.
В 1957—1962 годах и с 1964 года — режиссёр, в 1965—1968 годах — главный режиссёр Тбилисского театра имени Ш. Руставели.
Некоторое время руководил Аварским музыкально-драматическим театром им. Г. Цадасы (Махачкала).
Член ВКП(б) с 1945 года.
Умер 1 июля 1980 года в Тбилиси. Похоронен в Дидубийском пантеоне.

## Звания и награды
- Народный артист Грузинской ССР (1958)[4]
- Заслуженный деятель искусств РСФСР (1960)
- Народный артист СССР (1968)
- Сталинская премия второй степени (1952) — за постановку спектакля «Его звезда» И.О. Мосашвили
- Орден Октябрьской Революции
- Орден Трудового Красного Знамени (1950)[5]
- Медали

## Творчество

### Постановки в театре
Кутаисский драматический театр
- 1931 — «Бравый солдат Швейк» по Я. Гашеку

Чечено-Ингушский драматический театр
- 1935 — «Анзор» С. И. Шаншиашвили
- 1935 — «Платон Кречет» А. Е. Корнейчука

Батумский драматический театр
- 1939 — «Иные нынче времена» А. А. Цагарели
- 1945 — «Изгнанник» В. Пшавелы
- 1946 — «Царь Эдип» Софокла

Тбилисский академический театр имени К. Марджанишвили
- 1949 — «Очаг Харатели» М. Н. Мревлишвили
- 1949 — «Кто виноват?» Н. И. Накашидзе
- 1950 — «Марине» М. Г. Бараташвили (совм. с Л. Шатберашвили)
- 1950 — «Новая основа» С. И. Шаншиашвили
- 1950 — «На набережной» В. Патарая (совм. с В. В. Таблиашвили
- 1951 — «Его звезда» И. О. Мосашвили
- 1955 — «Изгнанник» В. Пшавелы
- 1962 — «Медея» Еврипида
- 1963 — «Любовь Яровая» К. А. Тренёва

Грузинский государственный академический театр имени Шота Руставели
- 1958 — «Оптимистическая трагедия» В. В. Вишневского
- 1958 — «Арагвинцы» А. Апхаидзе
- 1959 — «Зажжётся звезда» Абуладзе
- 1959 — «Однажды умершие» В. Л. Канделаки
- 1960 — «Горянка» Р. Г. Гамзатова
- 1961 — «Современная трагедия» Р. С. Эбралидзе
- 1966 — «Старые зурначи» М. А. Элиозишвили